# Nikolai Iaroixenko
Nikolai Alexandrovitx Iaroixenko (en rus: Мико́ла Олекса́ндрович Яроше́нко) (13 de desembre de 1846, Poltava, Imperi Rus - 8 de juliol de 1898, Kislovodsk, Krai de Stàvropol, Imperi Rus), fou un militar i pintor realista rus d'origen ucraïnès del segle xix.
Fill d'un oficial de l'exèrcit rus, seguí el camí del seu pare i ingressà en diferents acadèmies militars. Estant a Sant Petersburg seguí un curs de pintura (1867-1874) a l'Acadèmia Imperial de les Arts, on tingué de professor a Ivan Kramskoi. Residí vint-i-cinc anys a Sant Petersburg, prop de l'Arsenal, servint en l'exèrcit on assolí el grau de general d'artilleria.
El 1876 es convertí en un dels líders del moviment dels Peredvíjniki (Itinerants) i fou nomenat per la resta de membres "la consciència dels ambulants", per la seva integritat i el seu compliment dels principis del moviment. Es retirà de l'exèrcit com a general major el 1892 i es traslladà a Kislovodsk, una ciutat del Caucas rus, on hi morí i hi fou enterrat el 1898.
Fou és un dels pintors del realisme rus més destacats de finals del segle xix. Pintà pintures i retrats de gènere, reflectint totes les passions de l'ànima humana.

## Obres

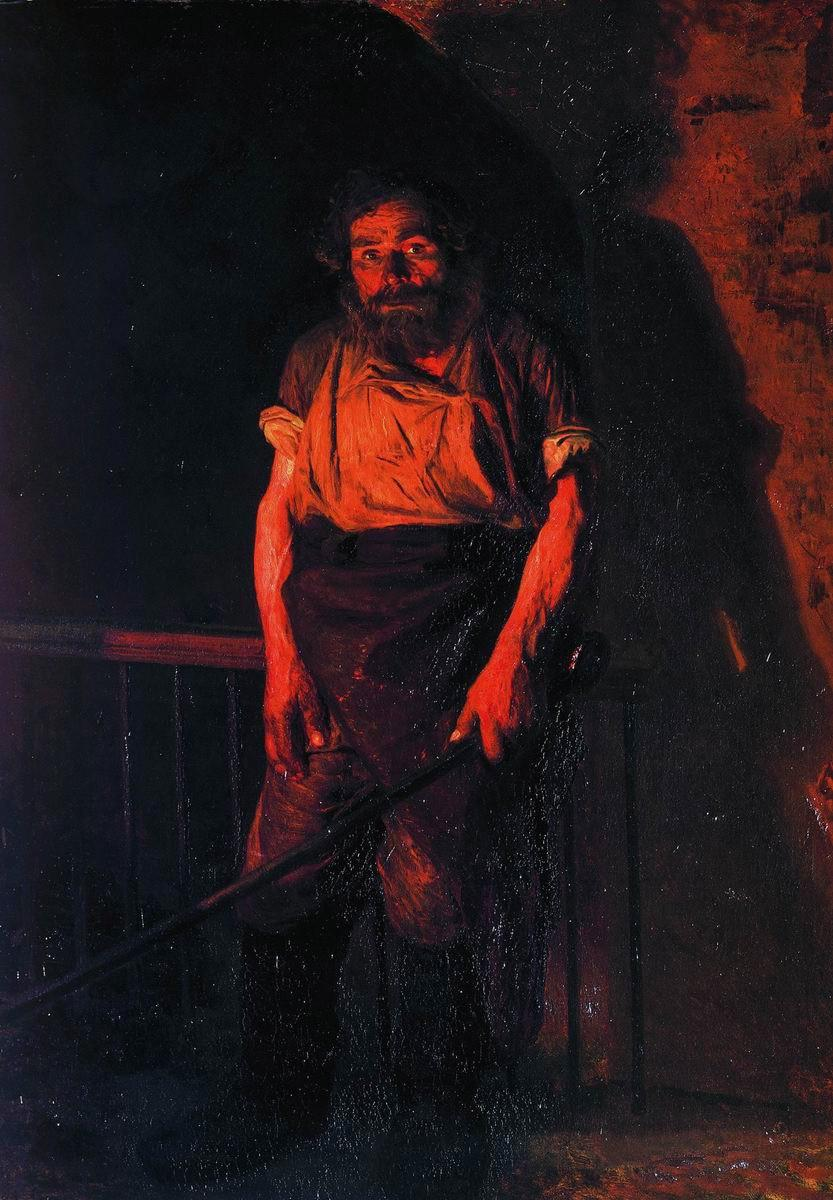
El fogoner, 1878.
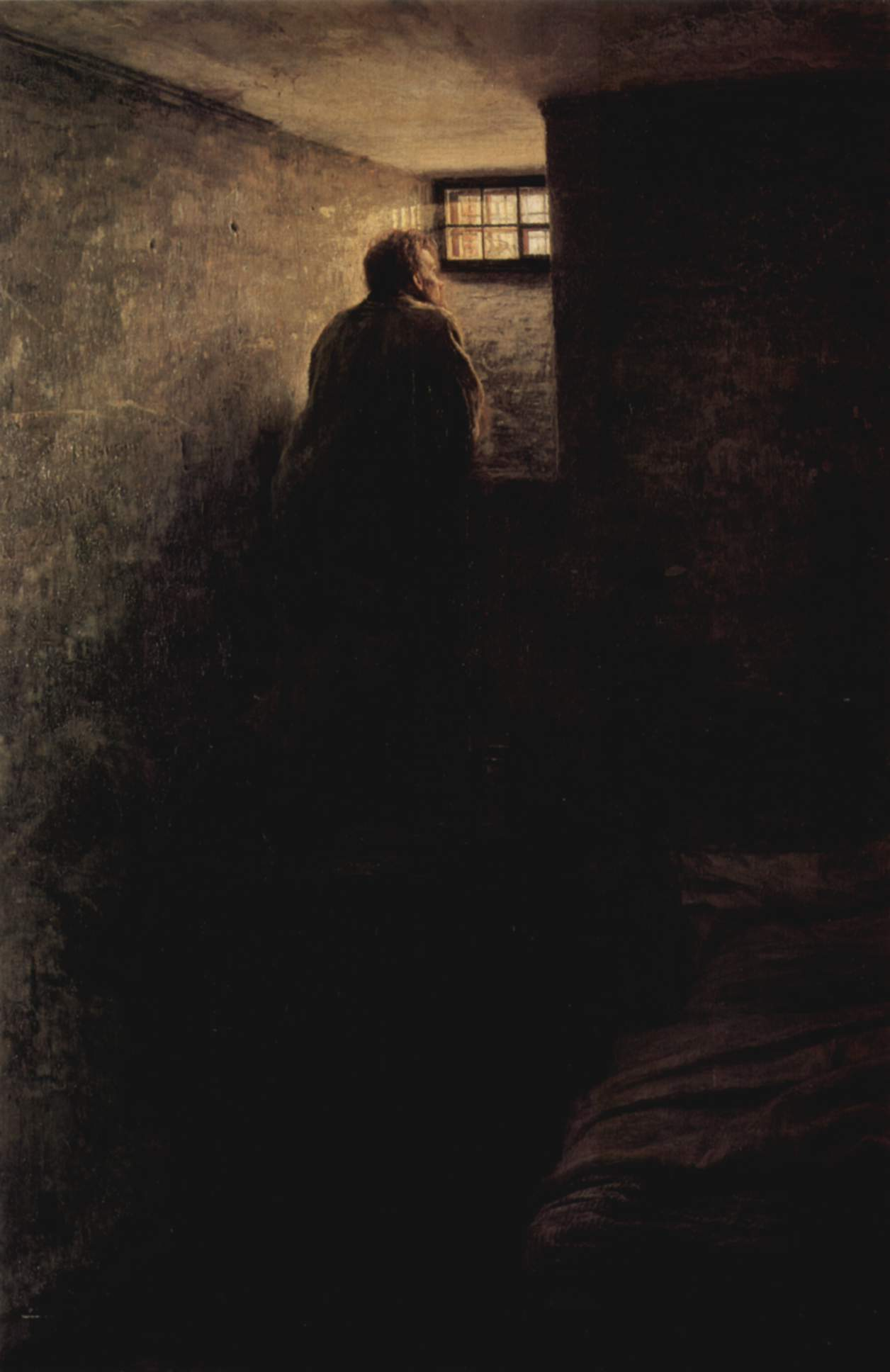
El presoner, 1878.
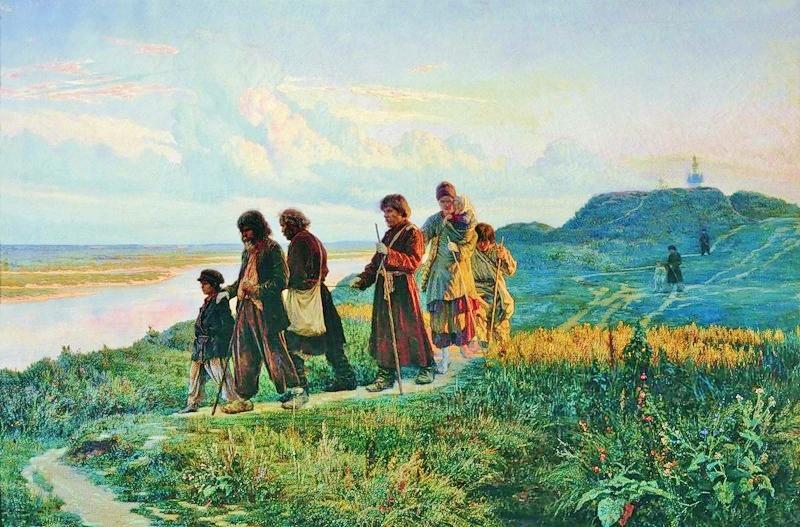
El ceg o Grup de cegs, 1879.
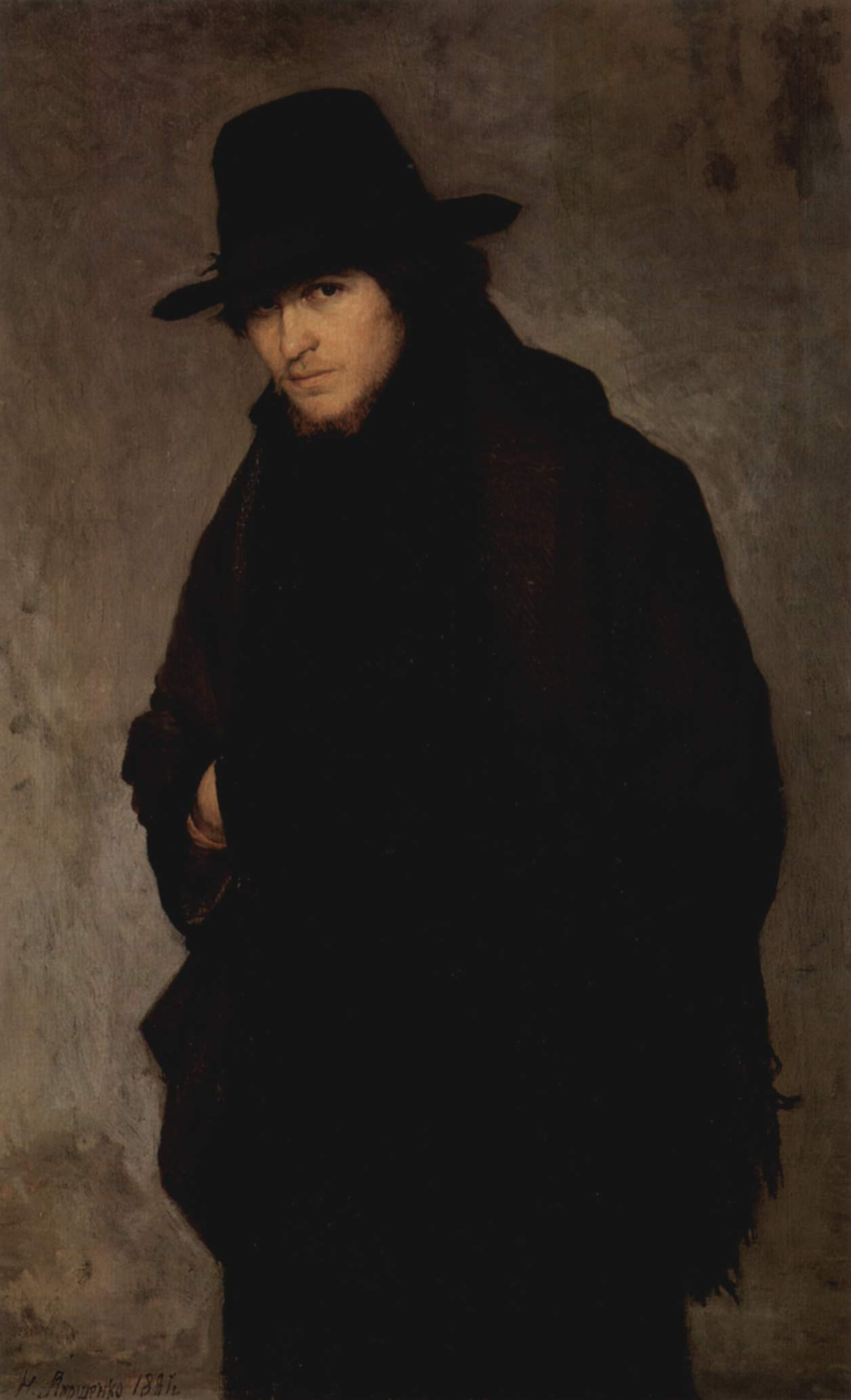
L'estudiant, 1881.
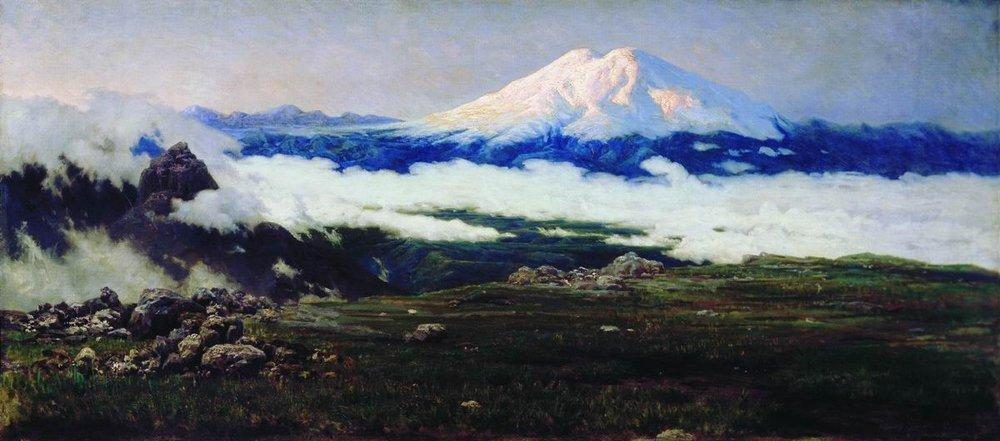
Elbrús, 1884, Caucas.
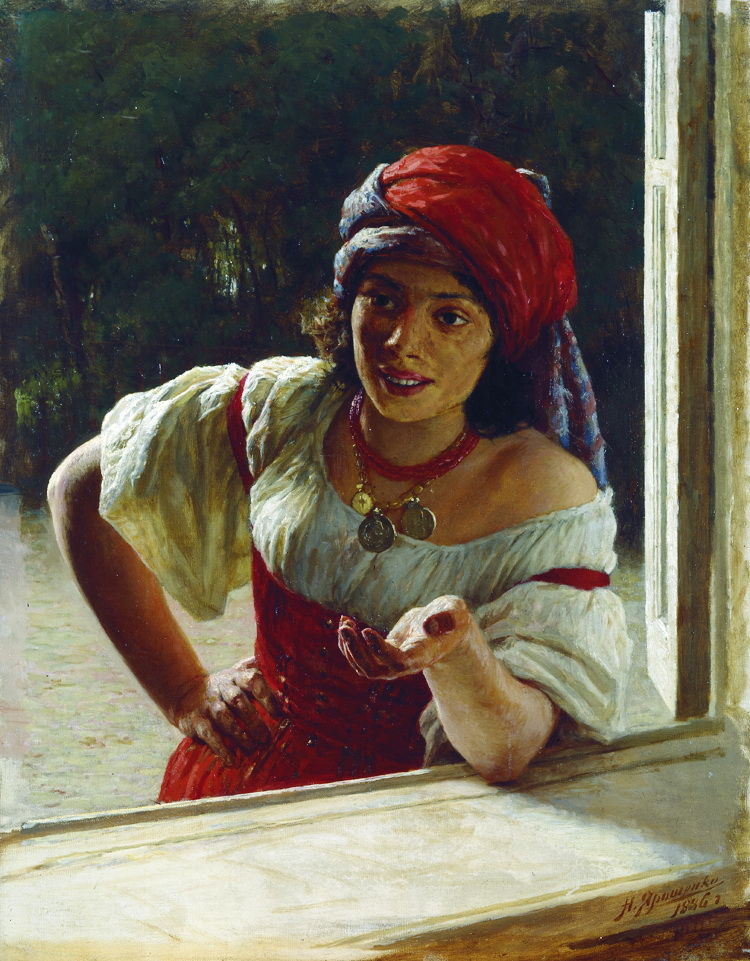
Dona gitana, 1886.
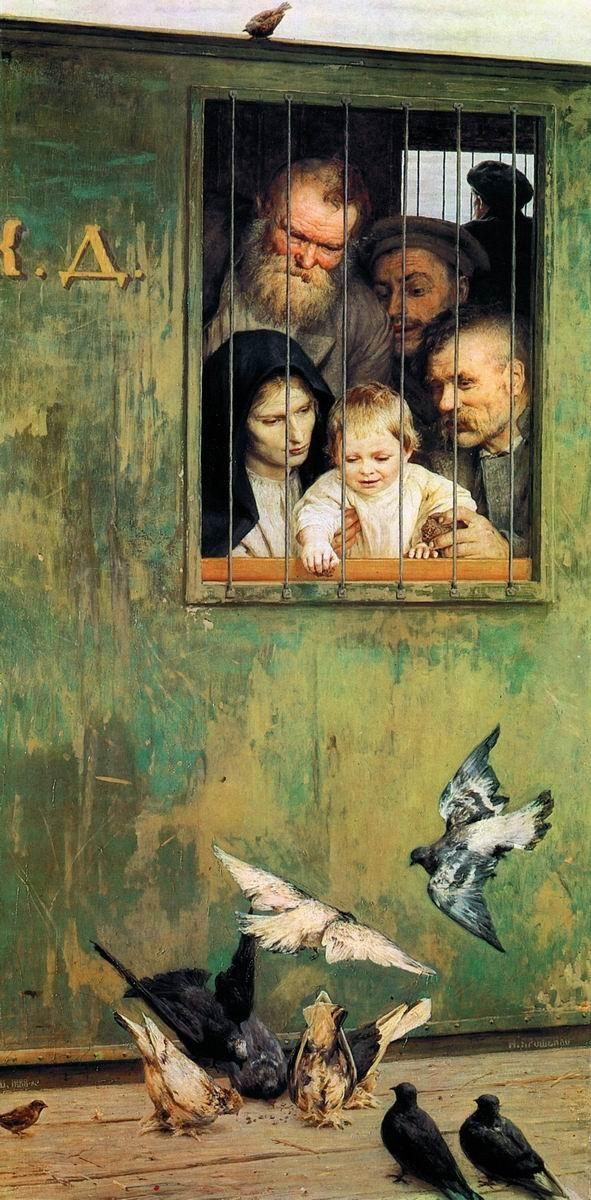
Vida és tot, 1888.
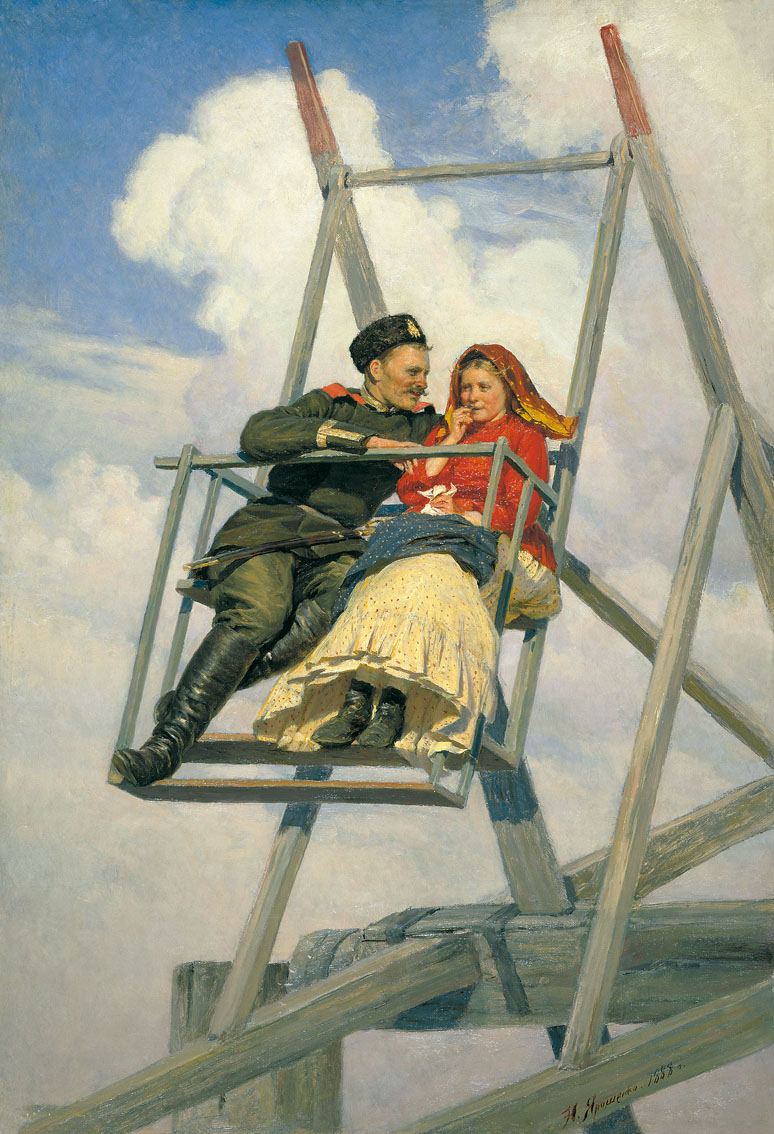
En l'hamaca, 1888.
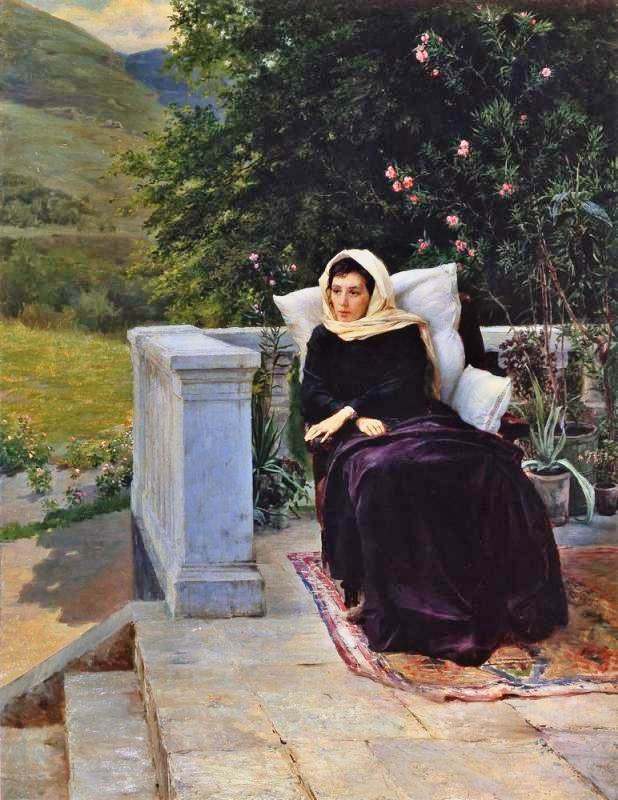
En una terra càlida, 1890.
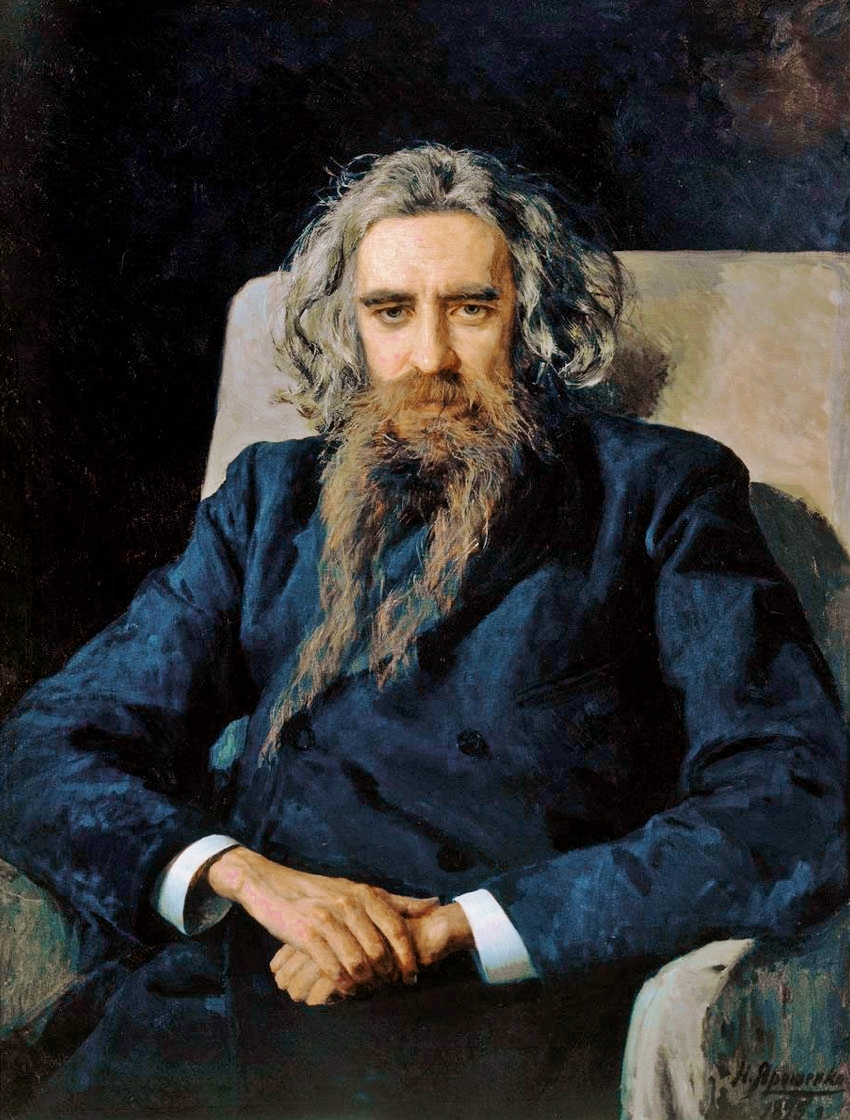
Retrat de Vladimir Solovyov, 1892.
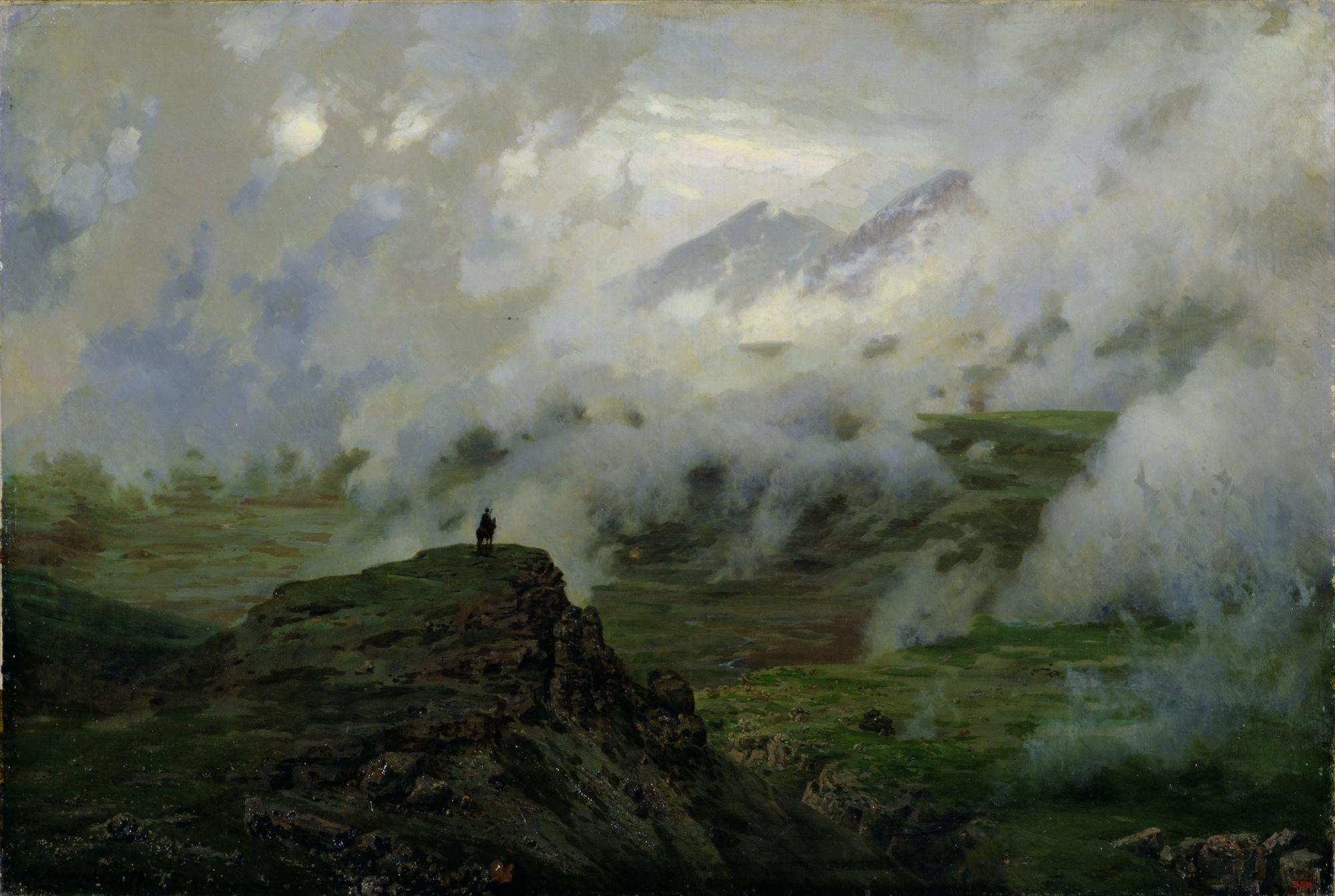
Elbrús darrera els niguls, 1894.
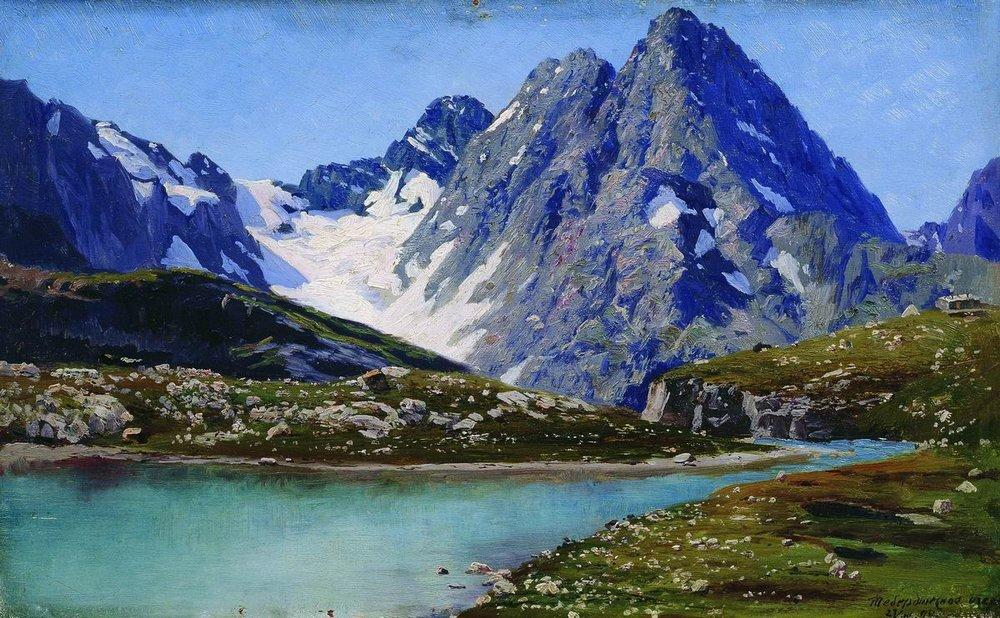
Llac Teberdinsky, Caucas, 1894.